# Brilon
Brilon è una città di 25 303 abitanti della Renania Settentrionale-Vestfalia, in Germania.
Appartiene al distretto governativo (Regierungsbezirk) di Arnsberg ed al circondario dell'Alto Sauerland.
Brilon si fregia del titolo di "Media città di circondario" (Mittlere kreisangehörige Stadt).

## Geografia

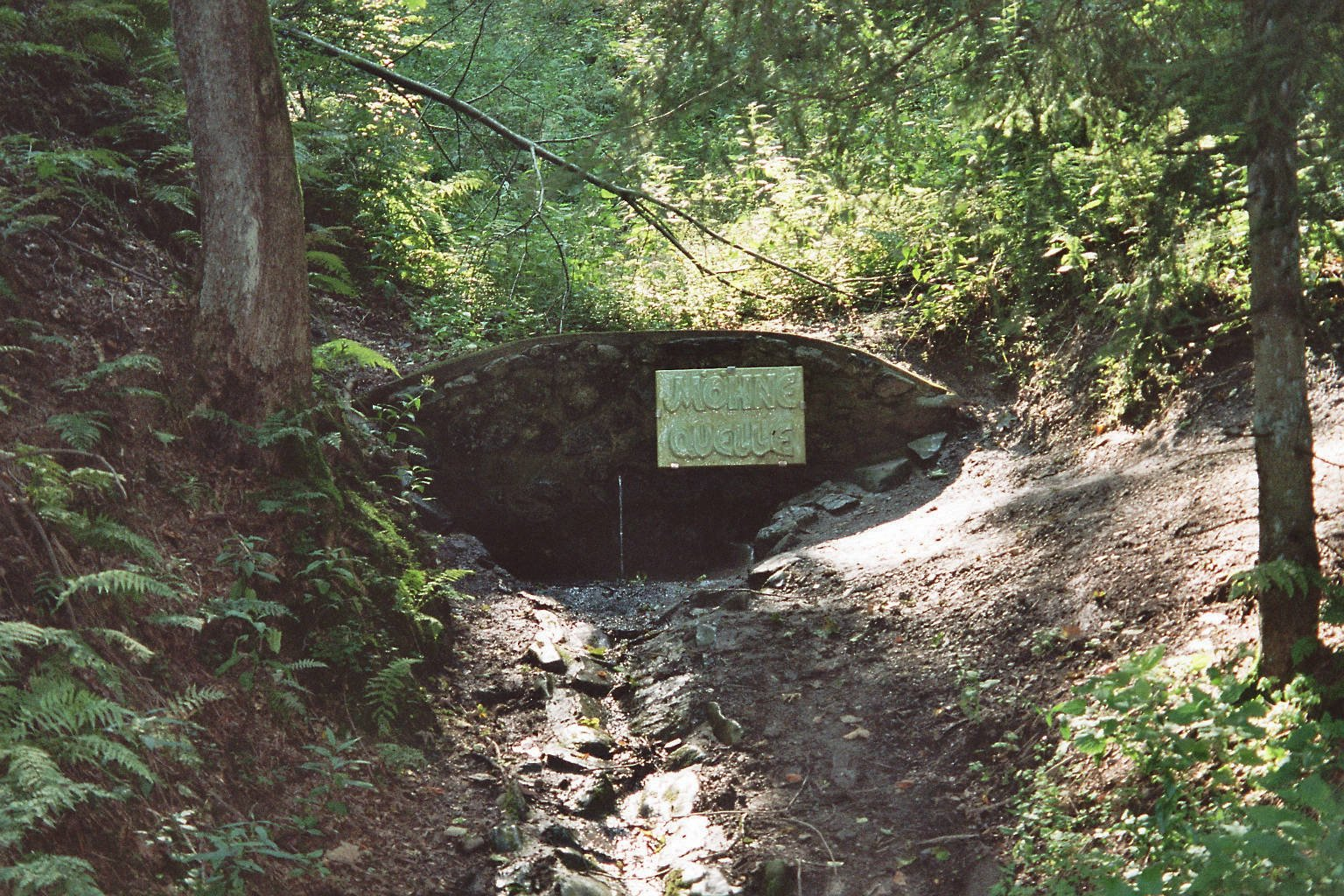
La fonte del Möhne

Brilon si trova nella parte orientale del Sauerland, al confine con l'Assia. La città è posta sulla parte meridionale dell'altipiano di Brilon, contraddistinto da un paesaggio collinare con cime calcaree che raggiungono anche i 550 m s.l.m. Il punto più basso della città si trova nell'Almetal, a 278 m s.l.m. A sud del centro cittadino si trovano le pendici settentrionali dei Monti Rothaar, con monti come il Dreiskopf (781 m), l'Hoher Eimberg (806,1 m), l'Hoppernkopf (805 m), il Großer Kluskopf (760,4 m) ed il Poppenberg (605 m).
Numerosi sono anche i corsi d'acqua che si originano nell'area, tra cui il Möhne e l'Hopecke, che scorre a nord di Willingen.

## Storia

### Il periodo antico

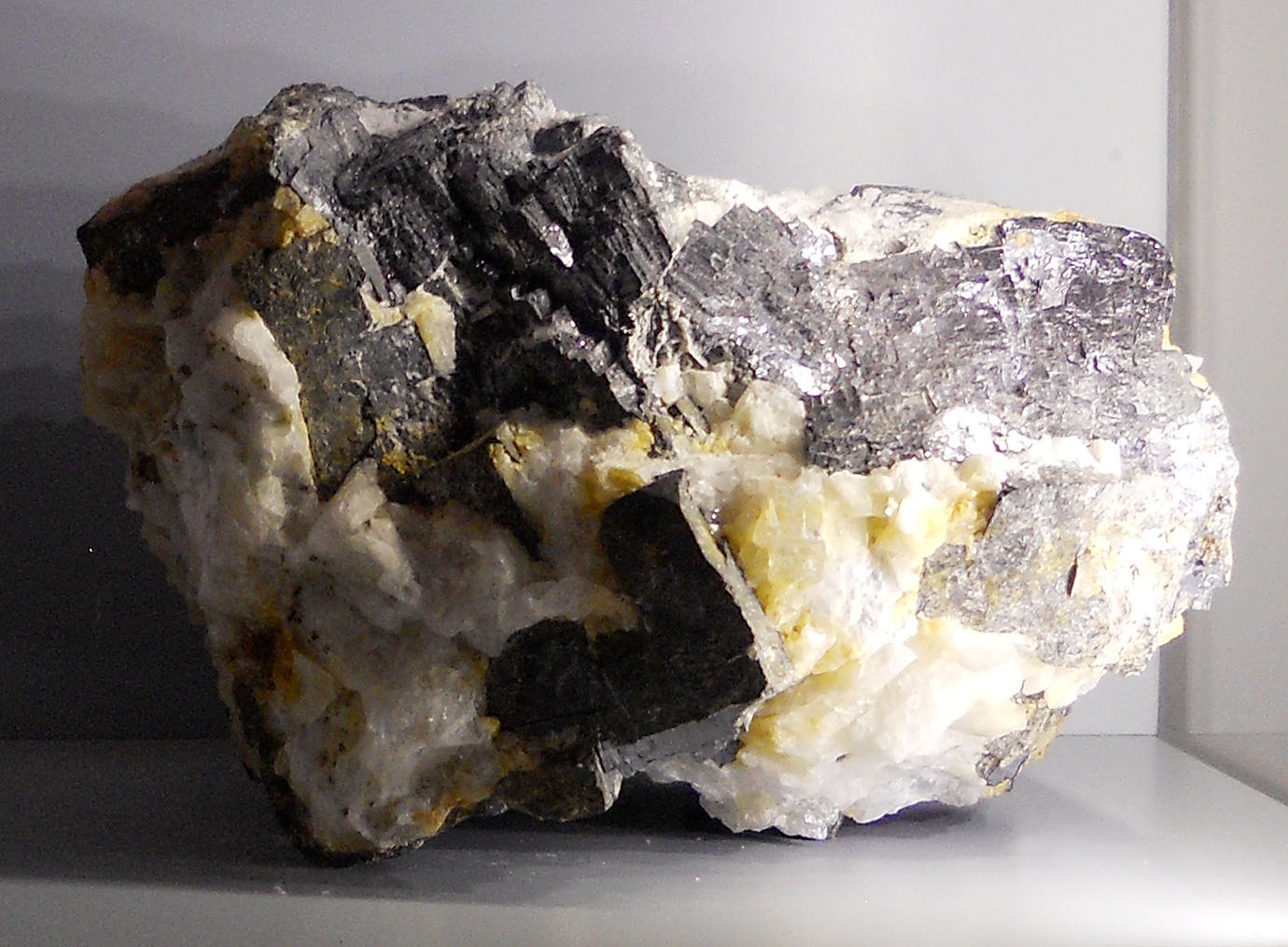
Concrezione plumbea estratta dalle miniere di Brilon

L'altopiano di Brilon fu abitato già in antichità con reperti ritrovati che risalgono al periodo del mesolitico e del neolitico. Il ritrovamento anche di diversi tumuli funerari nell'area di Brilon risalgono all'età del bronzo e all'età del ferro (loc. Thülen e sul Kassbach, vicino al Derkerstein, nonché a Rösenbeck). I reperti trovati presso il Derkerstein indicano la presenza dei primi insediamenti stabili risalenti all'età del ferro e ripresi poi all'epoca dell'impero romano. Verso la fine del I secolo d.C. nella zona di Brilon vennero installate le prime cave di piombo, calamina, ferro e calcite ed il ritrovamento di piccoli lingotti di piombo lascia intendere anche la presenza di altiforni per la lavorazione dei minerali in loco. Su alcuni di questi stava la scritta latina "PLVMB. GERM." ovvero "plumbum germanicum" (piombo dalla Germania), tuttavia questo non sembrerebbe sufficiente a dimostrare l'inequivocabilità dell'amministrazione romana nelle cave di estrazione.

### Il medioevo

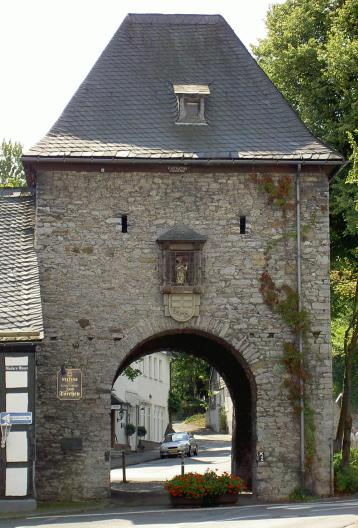
La Derkeres Tor, una delle porte medievali della città

La prima menzione della città di Brilon risale all'epoca dell'imperatore Ottone II del Sacro Romano Impero che la cita in un documento del 973 col quale confermava all'arcidiocesi di Magdeburgo tutti i suoi possedimenti in Vestfalia, compresa la città di Brilon. Con tutta probabilità tale riferimento è relativo ad un insediamento molto più antico dell'attuale cittadina, corrispondente all'odierna Altenbrilon. Successivamente, attraverso uno scambio, la proprietà di Brilon passò alla diocesi di Paderborn. In altri documenti è citata come Brilo, Brylon, Brule, Briloin, Brielon e Briglon.
Intorno al 1220, l'arcivescovo Engelberto di Colonia acquistò il distretto di Brilon dai fratelli Hermann e Gernand von Brilon. L'arcivescovo Engelberto progettò la costruzione in loco di una città fortificata con una cinta muraria e le conferì i diritti di città. La dimensione originaria della città era di circa 32 ettari. Sorsero quindi sanguinose controversie tra Engelberto e la chiesa di Paderborn per i diritti di proprietà su Brilon, scontri che si conclusero con la cattura del vescovo di Paderborn, Simone I, durante la battaglia di Wülferichskampnel del 1254 e con la rinuncia alle sue pretese di Brilon (1256). Questa disputa fu probabilmente condotta principalmente per interessi economici; si trattava delle risorse minerarie di piombo, ferro, argento e calamina che qui venivano estratte e fuse.
Nel 1252 la città ricevette il privilegio di Corte Vehmica. Dopo un rinnovo dei privilegi nel 1272, il diritto fu nuovamente rinnovato nel 1302 con il nome di Privilegium de non evocando" dall'arcivescovo Wigbold. Brilon mantenne anche una propria zecca dal 1256 al 1304. I mercanti di Brilon ricevettero un proprio statuto nel 1289.
La prima condotta medica in città risale al 1297, mentre il 24 ottobre 1313 venne fondato il primo ospedale in loco.
Nel XIII secolo, la cittadina di Brilon aderì alla Lega Anseatica ove, pur non rivestendo un ruolo primario, riuscì ad arricchirsi recedendo dalla propria adesione solo nel 1669. Successivamente, sotto l'elettorato di Colonia, Brilon si sviluppò in una fiorente città con circa 3 000 abitanti e con una vivace vita commerciale e mineraria, nonché estese relazioni commerciali. Nel 1350 la città contava tra le 500 e le 600 case, distinguendosi tra una delle più influenti dell'intero ducato di Vestfalia. Nel 1362 venne realizzato il primo regolamento per la difesa cittadina e per la gestione delle fortificazioni locali, uno dei più antichi dell'intera regione.

### L'epoca moderna

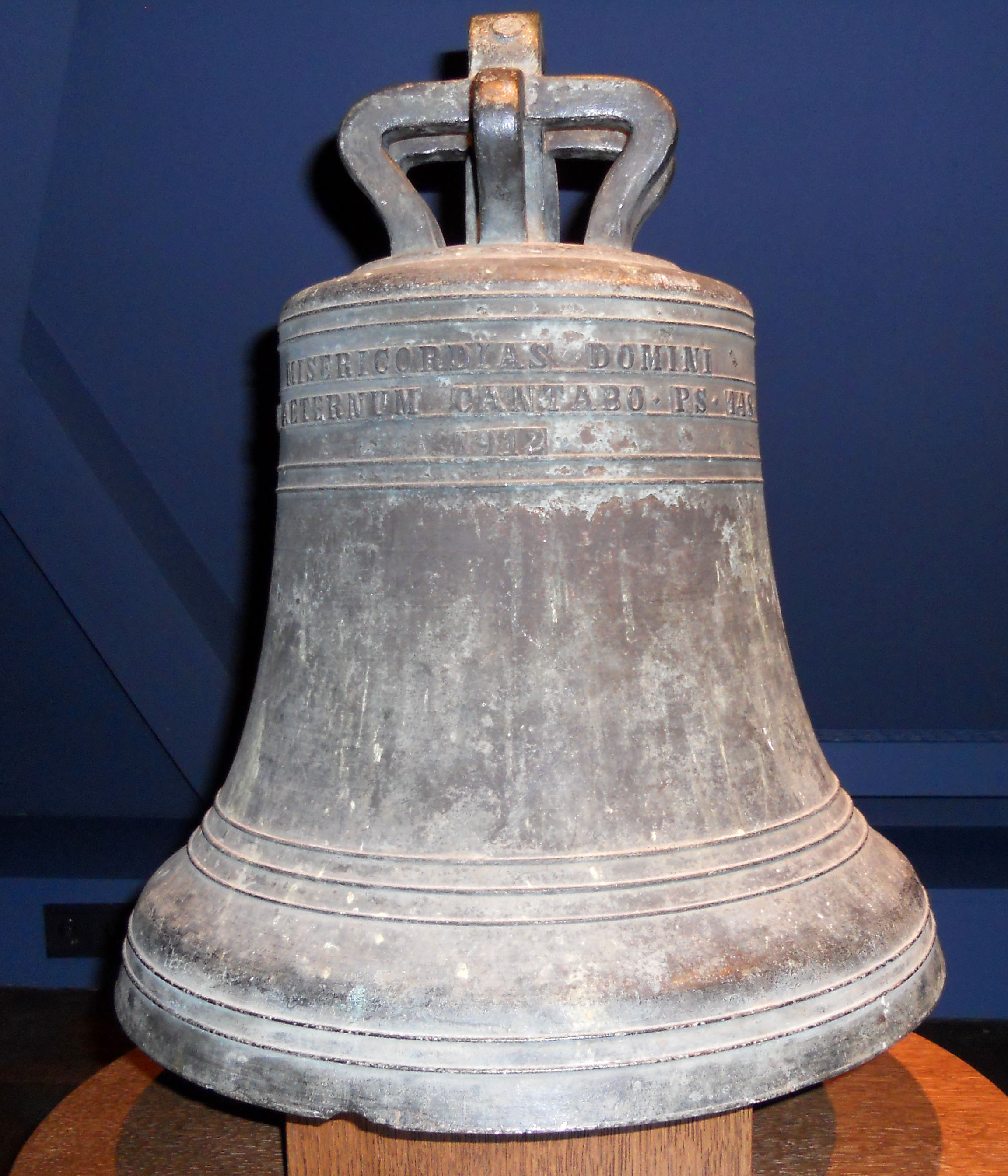
Una campana fusa a Brilon

Nel 1506 la città di Brilon vide la fondazione della fonderia di campane Humpert in città. La città acquisì inoltre la corte ed il villaggio di Altenbüren nel 1524. Nel 1561 la guglia della chiesa parrocchiale venne distrutta da un fulmine. La guerra dei trent'anni ebbe conseguenze dure per la città di Brilon, in particolare dalla sua conquista nel 1632 da parte dall'Assia, sebbene riuscì a riprendersi rapidamente ancora una volta grazie al commercio, in particolare di olio, aceto, merluzzo, grasso, catrame, sapone, aringhe, birra e brandy.
Nel 1655, dopo tre anni di trattative tra il magistrato cittadino ed i Minoriti residenti a Brilon, venne ottenuto il permesso per la fondazione del Gymnasium Petrinum, una delle prime istituzioni scolastiche dell'area. Il monastero e la scuola vennero riconosciuti da Maximilian Heinrich, arcivescovo di Colonia.
I secoli XVII e XVIII, densi di nuovi scontri che interessarono la Vestfalia, piagarono fortemente Brilon, pur continuando a conservare sino alla seconda metà del Settecento una certa rilevanza per l'attività estrattiva che si praticava in loco. La presenza di numerose fonderie portò allo scoppio di numerosi incendi che andarono ad intaccare e a compromettere la struttura della città in più punti: 1707, 1721, 1742, 1746, 1758 e 1791. A questo si unirono una serie di pestilenze che colpirono la città nel medesimo secolo, dovute alle scarse condizioni igieniche nelle quali l'abitato era piombato con la sua decadenza.

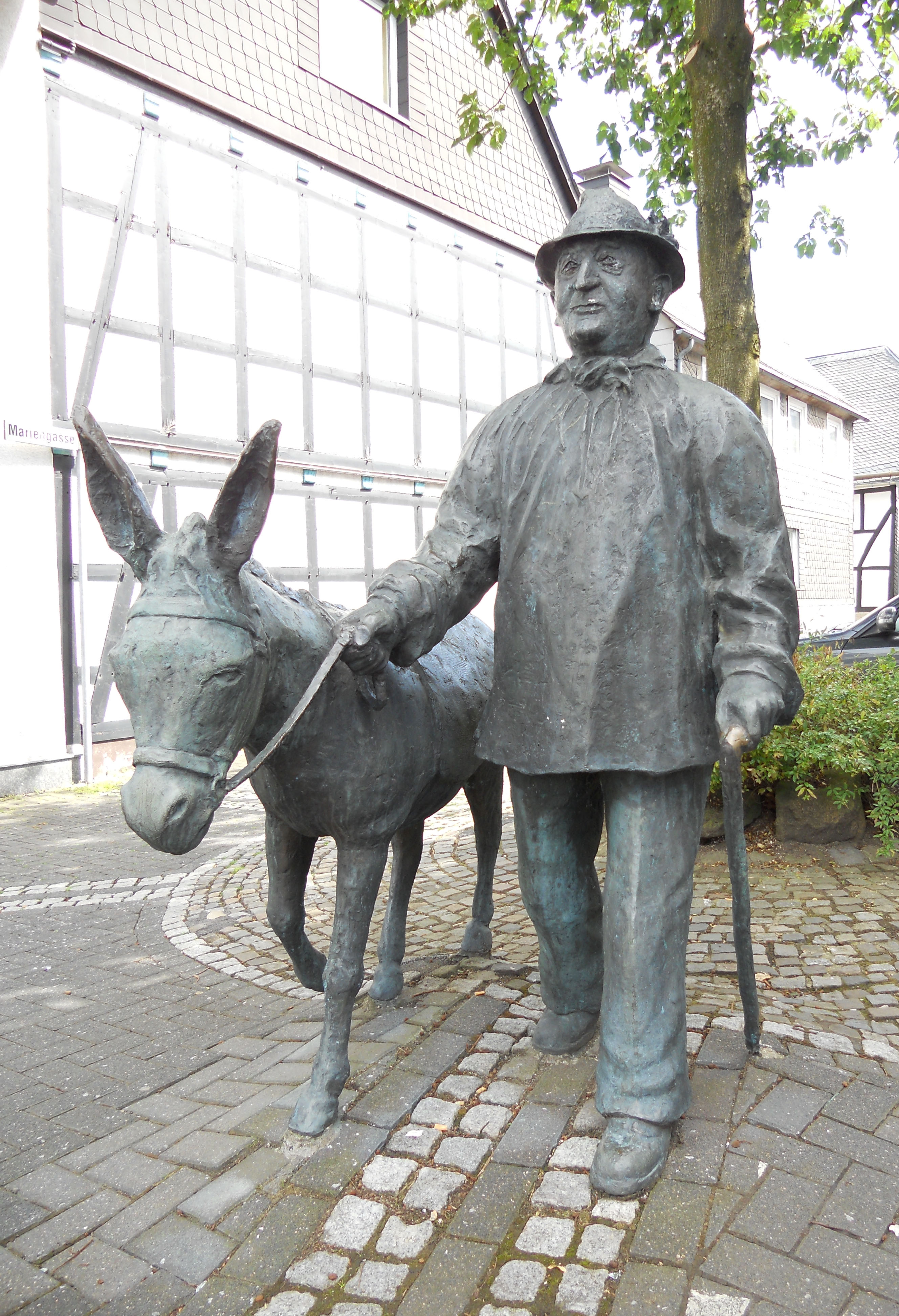
L'ultimo postiglione, Theodor Isenberg, con l'asino Huberta, in un monumento celebrativo all'allevamento degli asini a Brilon

Parallelamente, tra XVIII e XIX secolo, nell'area di Brilon iniziò a diffondersi l'allevamento degli asini, soprannome col quale vennero indicati ironicamente gli stessi abitanti locali. Essi erano utilizzati come mezzi di trasporto di materiale, per il traino di carri e slitte contenenti materiali minerari e da lavorazione nelle impervie aree montuose inadatte all'utilizzo di cavalli. Nel 1760, al tempo della guerra dei sette anni, si contavano 110 asini, saliti nel 1777 erano 181, ed a 223 nel 1837. Dalla seconda metà dell'Ottocento, con l'avvento dell'industrializzazione ed il miglioramento delle condizioni stradali, l'allevamento degli asini in loco diminuì sensibilmente.
Nel frattempo, nel 1782 venne completata la chiesa parrocchiale di San Nicola e vennero demolite dieci anni più tardi alcune parti di fortificazioni cittadine per permettere l'espansione della città al di fuori dei suoi confini medievali, riutilizzando le pietre come materiale da costruzione per i nuovi edifici. Di questa ricostruzione la città aveva bisogno in quanto, in una relazione di fine secolo, appariva ancora in pessime condizioni.

### L'Ottocento

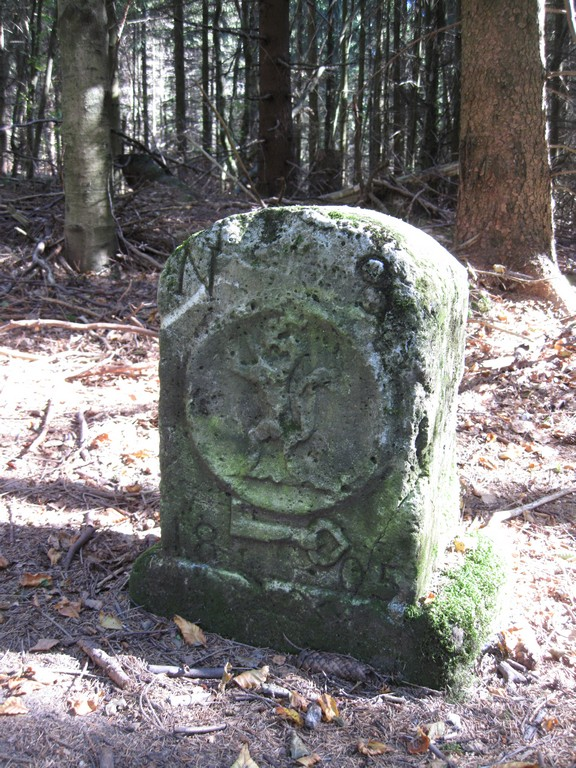
Cippo confinario posto dal governo dell'Assia nel 1805

Nel 1802, durante il dominio di Napoleone Bonaparte sulla Vestfalia, Brilon passò sotto l'Assia-Darmstadt. Nel 1803 il monastero dei Minoriti fu sciolto ed i suoi beni messi all'asta, mentre l'edificio venne trasformato in caserma per le truppe napoleoniche. Nel 1807 venne costruito un nuovo cimitero fuori dalle mura della città.
Dopo il Congresso di Vienna del 1816, Brilon passò sotto il dominio della Prussia come parte della provincia di Vestfalia, la quale nel 1818 costituì il distretto di Brilon. Di conseguenza, Brilon riacquisì importanza come sede di autorità locali e scuole. L'espansione dei collegamenti di trasporto e delle misure urbane portò ad un forte sviluppo dell'artigianato e dei mestieri in loco. Nel 1817, il presidente della Vestfalia, Ludwig von Vincke riferì al Cancelliere di Stato Karl August von Hardenberg sugli abitanti di Brilon: "Sono una razza di persone robusta, forte, molto indaffarata, attiva e spiritosa, come di solito sono i montanari, estremamente frugali e parsimoniosi, anche se tra loro non si percepisce un ottimo grado di ricchezza". Sempre nell'Ottocento si registrarono ad ogni modo altri rovinosi incendi che compromisero in parte la ricchezza cittadina: nel 1808, 1849, 1852, 1853, 1856, 1877 e 1886, ognuno dei quali ha consumato un numero maggiore di edifici.

### Il Novecento

#### La prima guerra mondiale

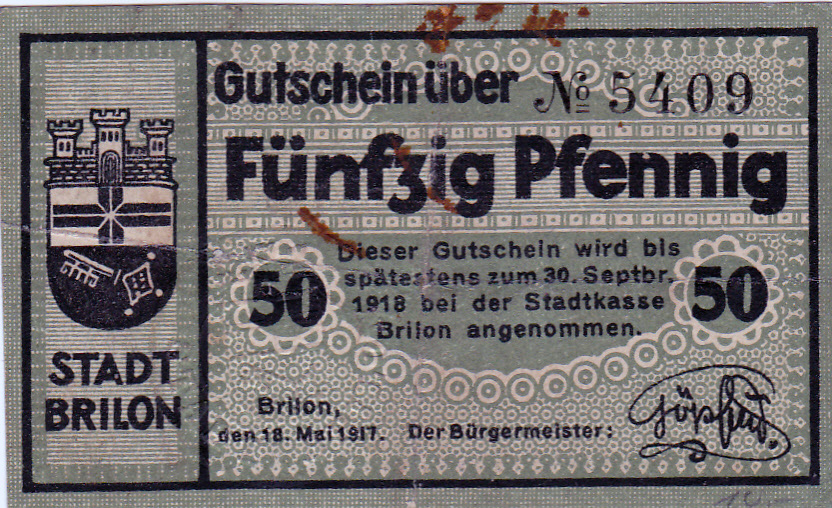
Banconota da 50 pfennig stampata a Brilon nel 1918

All'inizio del XX secolo, la città contava circa 5 000 abitanti. Nonostante la ripresa economica, si registrarono diverse perdite dovute all'emigrazione. Durante la prima guerra mondiale, i caduti furono in tutto 195 ed ancora una volta le difficoltà economiche influenzarono negativamente la qualità di vita della popolazione. Nell'inflazione che seguì nel 1923, la Sparkasse Brilon emise delle banconote di emergenza con tagli compresi tra i 50 milioni ed i 10 miliardi di Reichsmark, stampate perlopiù dalla tipografia Albrecht.
Nel 1921 a Brilon venne fondata la Bremecketal, una fabbrica di lampade per minatori che nel 1925 ampliò il suo programma di produzione includendo la costruzione di piccoli trasformatori. Per decenni, lo stabilimento, divenuto poi Dominit, è stata la principale fonte di lavoro dell'intero distretto di Brilon. La Accumulatorwerk Hoppecke aprì i propri battenti nel 1928. Nel periodo dal 1933 al 1939 la popolazione salì a 7 154 abitanti.

#### Il nazismo e la seconda guerra mondiale

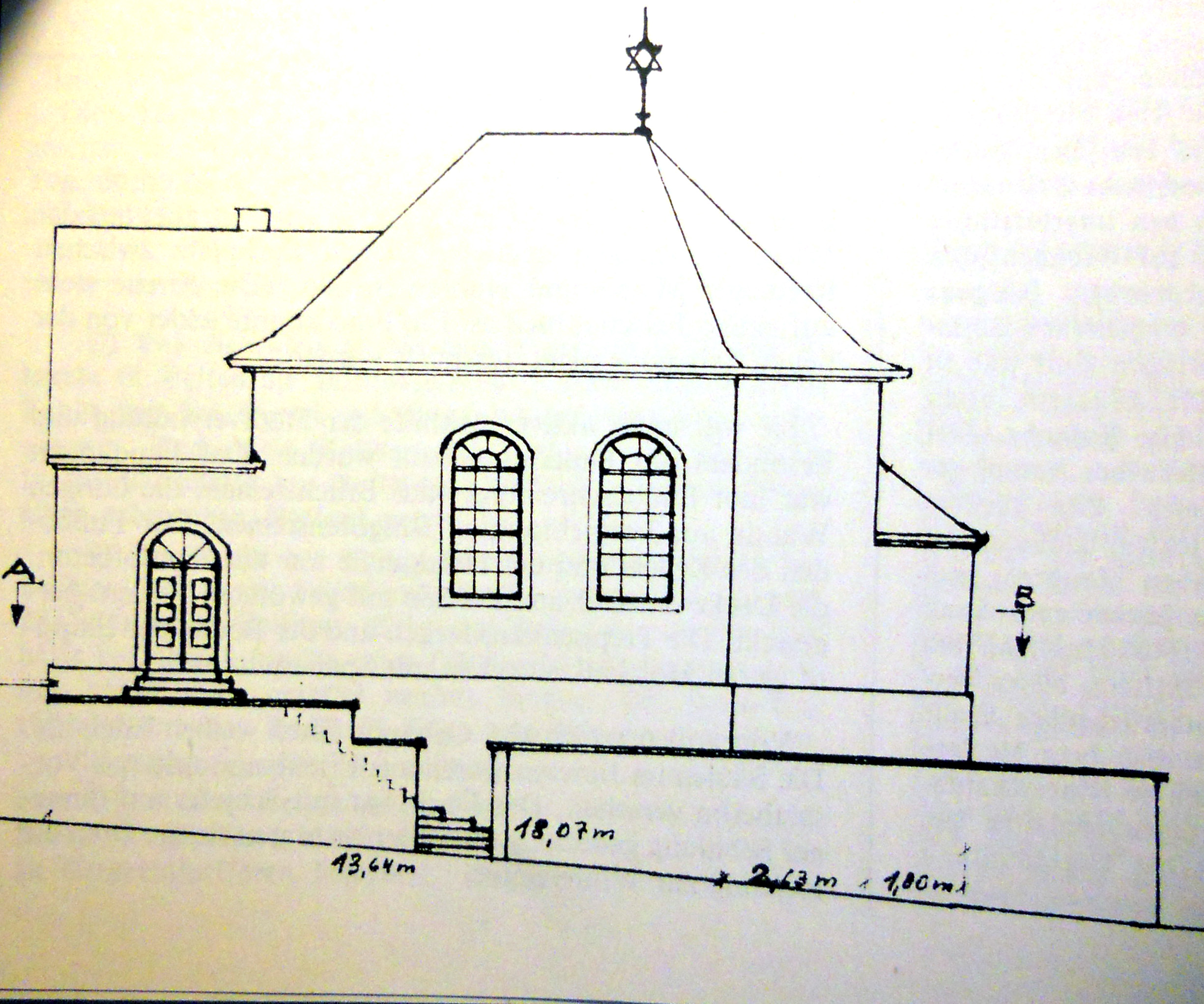
Disegno della sinagoga di Brilon distrutta durante il pogrom del 1938

Le continue crisi di governo e le difficoltà economiche favorirono in Germania l'ascesa del partito nazista. Nel 1938 l'amministrazione cittadina ricevette un piano emergenziale per la protezione da eventuali raid aerei data la posizione di confine della città, seppur ancora secretato, in previsione dell'imminente dichiarazione di guerra alla Polonia per l'anno successivo. Durante il periodo nazista, come parte della persecuzione degli ebrei, 103 cittadini di Brilon vennero assassinati e sono oggi ricordati da una lapide commemorativa apposta sul sito della sinagoga locale che venne data alle fiamme dalle camicie brune di Brilon. Nella sua qualità di sindaco, Josef Paul Sauvigny fu il principale responsabile della persecuzione degli ebrei che vennero dapprima boicottati economicamente e successivamente subirono le prime deportazioni, riducendone drasticamente la popolazione.

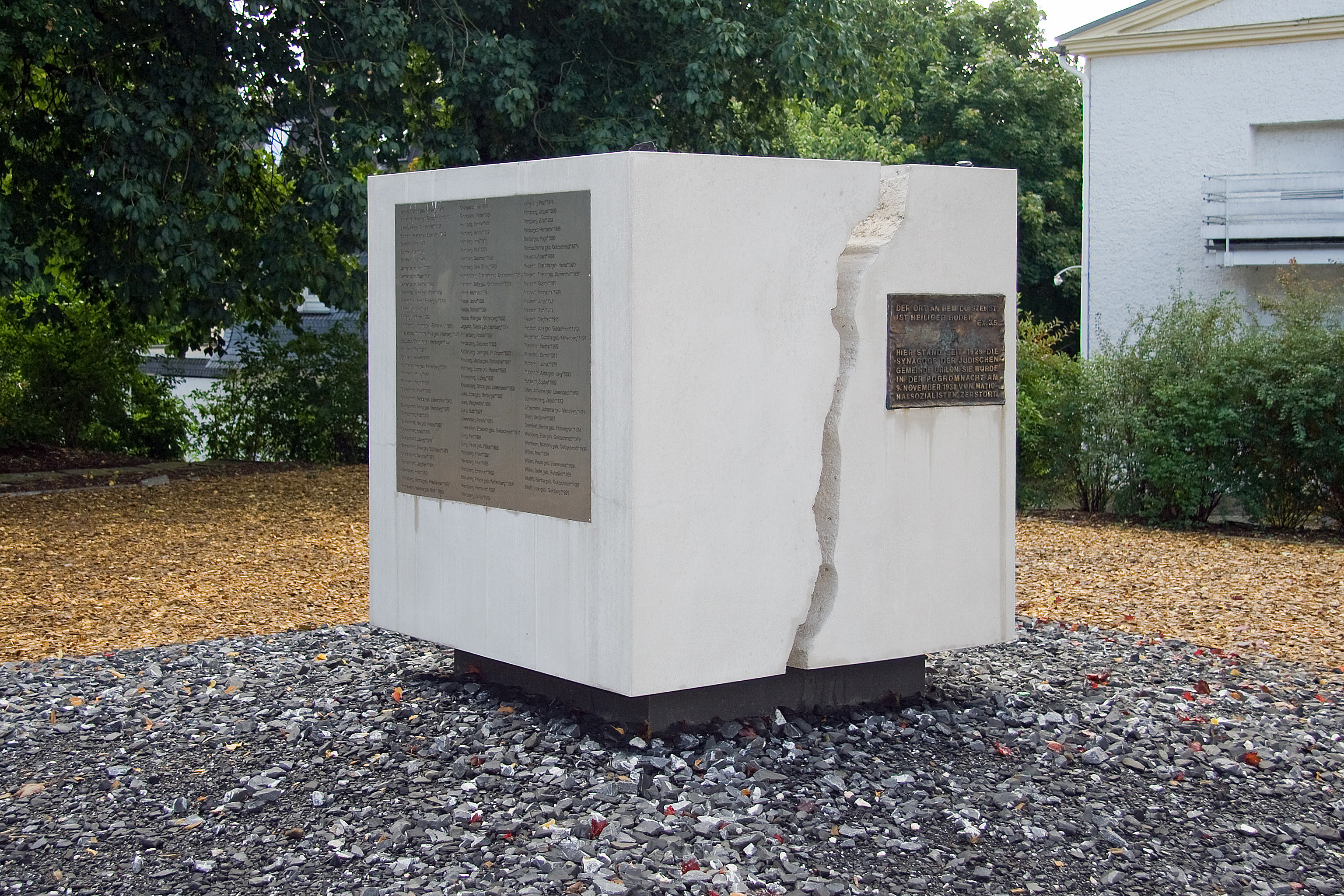
Il monumento agli ebrei di Brilon sterminati durante la seconda guerra mondiale

Durante la seconda guerra mondiale, la città fu risparmiata dai raid aerei alleati sino all'autunno del 1944. Le prime bombe vennero sganciate nell'area senza particolari danni dall'aviazione statunitense, ma ad un certo punto venne colpito il tetto della chiesa parrocchiale locale, fatto che portò alla morte di 39 persone tra cui 13 bambini. Altre quattro persone morirono in seguito nel corso di due altri raid aerei. Alla fine di marzo 1945, Brilon assistette al passaggio di veicoli militari e civili in fuga verso est. I prigionieri di guerra stranieri furono guidati a piedi attraverso la città. Alle 16:00 del 29 marzo, la città venne occupata dalle truppe americane senza combattere. Poco dopo l'occupazione, venne allestito alla periferia della città un campo di transito per prigionieri di guerra tedeschi provenienti da aree vicine e lontane con picchi che raggiunsero i 6000-7000 ex prigionieri. Case e fattorie locali furono saccheggiate alla ricerca di cibo e di beni, motivo per cui diversi prigionieri stranieri vennero poi spostati dalle truppe americane a Gießen. Un memoriale dello scultore di Düsseldorf, Wilhelm Hanebal, posto nella piazza della chiesa, commemora ancora oggi le vittime della seconda guerra mondiale della cittadina.

### Dopo la seconda guerra mondiale
Dopo la seconda guerra mondiale, Brilon divenne parte del nuovo stato della Renania Settentrionale-Vestfalia. Nel corso della riorganizzazione comunale nel 1975, 14 comuni vennero uniti alla città di Brilon.

## Società

### Evoluzione demografica[21]
Abitanti censiti

## Amministrazione

### Gemellaggi
Thurso